# Santa Elisabetta
Santa Elisabetta (Santa Elisabbetta trong tiếng Sicilia) là một đô thị của tỉnh Agrigento ở vùng Sicilia, có vị trí cách khoảng 80 km về phía nam của Palermo và khoảng 13 km về phía bắc của Agrigento. Vào thời điểm ngày 31 tháng 12 năm 2004, đô thị này có dân số 2.906 người và diện tích là 16,2 km².

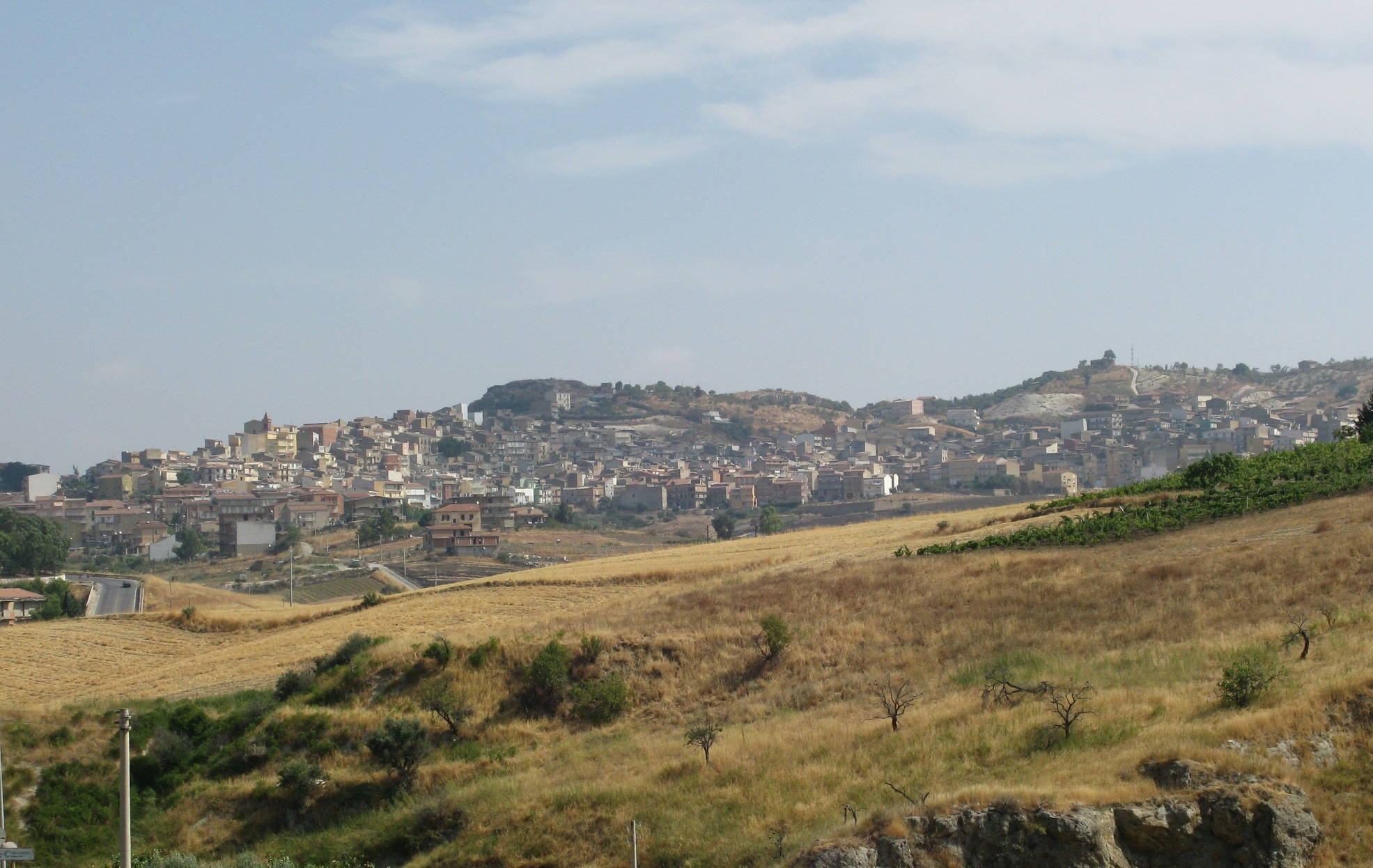
Santa Elisabetta

Santa Elisabetta giáp các đô thị sau: Aragona, Joppolo Giancaxio, Raffadali, Sant'Angelo Muxaro.